# Wiesława Kiermaszek-Lamla
Wiesława Wincenta Kiermaszek-Lamla (ur. 22 grudnia 1935 w Katowicach) – polska polityk, samorządowiec, posłanka na Sejm X kadencji.

## Życiorys
Ukończyła w 1971 liceum pedagogiczne. Do czasu przejścia na emeryturę była zatrudniona m.in. w administracji samorządowej w Raciborzu i Kokoszycach. Przystąpiła do Ochotniczej Straży Pożarnej, Ludowych Zespołów Sportowych i Polskiego Czerwonego Krzyża. Od 1962 do rozwiązania należała do Zjednoczonego Stronnictwa Ludowego, w którym pełniła funkcję partyjne, m.in. zastępcy członka Naczelnego Komitetu. W 1964 została działaczką Gminnych Spółdzielnu „Samopomoc Chłopska” (w latach 1983–1987 zasiadała w radzie Centralnego Związku Spółdzielni „SCh”). Od 1964 do 1972 przewodniczyła Gromadzkiej Radzie Narodowej, a w latach 1973–1975 Miejskiej RN w Pszowie. W 1975 została naczelnikiem gminy Lubomia, po odtworzeniu samorządu terytorialnego w 1990 była jej wójtem. W latach 1989–1991 sprawowała mandat posła na Sejm kontraktowy z ramienia ZSL, wybranego w okręgu wodzisławskim, Na koniec kadencji poselskiej zasiadała w klubie parlamentarnym Polskiego Stronnictwa Ludowego.
Od lat 90. była radną rady miasta Wodzisław Śląski, w wyborach w 2006 uzyskała mandat radnej na kolejną kadencję z ramienia lokalnego komitetu. W 2010 nie ubiegała się o reelekcję. W 2017 otrzymała lokalną nagrodę Złoty Wawrzyn.

## Odznaczenia
- Krzyż Kawalerski Orderu Odrodzenia Polski (1984)
- Złoty Krzyż Zasługi (1976)
- Brązowy Krzyż Zasługi (1970)
- Medal 40-lecia Polski Ludowej
- Medal 30-lecia Polski Ludowej (1974)